# Arkonka (struga)
Arkonka (niem. Sandbäk) – struga, dopływ Jeziora Goplany.
Struga o długości ok. 2,1 km płynie w województwie zachodniopomorskim, w granicach administracyjnych Szczecina. Jej źródła znajdują się na wysokości ok. 90 m n.p.m., w osiedlu Morena, części szczecińskiego Osowa, na Wzgórzach Warszewskich.
Płynie uregulowanym korytem w kierunku zachodnim, następnie zmienia kierunek na północny i uchodzi do Jeziora Goplany w zachodniej części Parku Leśnego Arkońskiego.